# Verkiezingen voor het Europees Parlement 2024/Kandidatenlijst/SGP
De kandidatenlijst voor de Europese Parlementsverkiezingen 2024 van de lijst Staatkundig Gereformeerde Partij (SGP) (lijstnummer 12) is na controle door de Kiesraad als volgt vastgesteld:
- vet: verkozen
- schuin: voorkeurdrempel overschreden

1. Ruissen,  H.J.A. (Bert-Jan),  Krimpen aan den IJssel - 194.433 stemmen
2. Hooglander,  H.J.  (Harold),  Gouda - 2.037
3. van Bruchem,  L.  (Lourens),  Tricht - 1.100
4. Versteeg,  A.  (Arnold),  Wekerom - 1.684
5. Brouwer,  M.  (Mark),  Lunteren - 1.969
6. Middelkoop,  P.N.  (Nathanaël),  Urk - 3.835
7. Gunter,  G.A.  (Gijsbrecht),  Nieuwdorp - 492
8. Bisschop,  H.  (Henri),  Rouveen - 1.248
9. Heldoorn,  G.J.  (Gerben),  Woudenberg - 721
10. van de Weerd,  B. (Breunis),  Nunspeet - 806
11. Knulst,  C.J.P.  (Kees),  Sint-Maartensdijk - 483
12. Polinder,  L.  (Lambert),  Doornspijk - 756
13. Rozendaal,  J.J.  (Jacques),  Gouda - 377
14. van der Maas,  A.J. (Harry),  Aagtekerke - 473
15. Tiemstra,  R.A.A.  (Richard),  Sprang-Capelle - 386
16. van Heijst,  R.C.  (Rody),  Bergschenhoek - 103
17. van der Wind,  H.J.  (Henk),  Maarn - 419
18. Slingerland,  M.  (Maarten),  Genemuiden - 452
19. Brouwer,  E.  (Evert-Jan),  Gouda - 189
20. Bakker,  T.  (Tom),  Driezum - 310
21. Noeverman,  J.  (Jan),  Rijssen - 647
22. Heinen,  J.B.  (Jan-Bert),  Bunschoten-Spakenburg - 488
23. Wijnne,  B.  (Bennie),  Barneveld - 412
24. van Schothorst,  H.J.  (Henk Jan),  Bodegraven - 312
25. Hoek,  P.W.J.  (Peter),  Sint Philipsland - 189
26. Koekoek,  J.T.  (Tom),  Stuifzand - 504
27. Hartog,  J.  (Jan),  Niekerk - 185
28. Pronk,  F.G.  (Florian),  Sliedrecht - 575
29. Massink,  H.F.  (Henk),  Houten - 157
30. Keuken,  J.W.  (Hans),  Ochten - 294
31. Kraaijeveld,  G.A.R.  (Geert),  Barneveld - 614
32. Jordaan,  W.  (Walter),  Woudenberg - 136
33. Schippers,  J.A.  (Jan),  Rotterdam - 278
34. Vermaat,  C.T.  (Kees),  Leerbroek - 458
35. Hotting,  A.  (Arnoud),  Enkhuizen - 189
36. Baijense,  J.  (Jan),  Kerkrade - 277
37. van den Berge,  H.  (Henk),  Lieren - 106
38. Bisschop,  R. (Roelof),  Veenendaal - 667
39. van der Staaij,  C.G. (Kees),  Benthuizen - 9.276

GROENLINKS / Partij van de Arbeid (PvdA) ·
VVD · 
CDA - Europese Volkspartij · 
Forum voor Democratie ·
D66 ·
Partij voor de Dieren ·
50PLUS ·
PVV (Partij voor de Vrijheid) ·
JA21 ·
NL PLAN EU  ·
ChristenUnie ·
Staatkundig Gereformeerde Partij (SGP) ·
BBB ·
Meer Directe Democratie ·
SP (Socialistische Partij) ·
vandeRegio ·
Volt Nederland ·
Belang Van Nederland (BVNL) ·
NSC ·
Piratenpartij - De Groenen ·